# Cyclocephala sylviae
Cyclocephala sylviae är en skalbaggsart som beskrevs av Roger Paul Dechambre 1995. Cyclocephala sylviae ingår i släktet Cyclocephala och familjen Dynastidae. Inga underarter finns listade i Catalogue of Life.